# Гаджиев, Шахмали Мирзагулу оглы
Шахмали  Мирзагулу оглы  Гаджиев — (азерб. Şahmalı Kürdoğlu); (1930, Агдам) — исполнитель мугама и азербайджанских народных песен.

## Биография
12 апреля 1930 года в селе Гиясли Агдамского района родился Шахмалы Курдоглу. Его отец, Мирзагулу Фаталиев, родом из Даралаязский район, был бандитом. Позднее он отправился в Карабах, где укрылся в селе Гиясли, Агдамского района. Чтобы не привлекать внимания армян, он взял себе прозвище "курд". Для того чтобы избежать преследований, мать записала имя сына как "Гаджиев". Однако, Шахмалы был известен как Шахмалы Курдоглу.
Шахмалы Курдоглу окончил Агдамский педагогический институт (ныне Шушинский педагогический техникум), юридический факультет Ашхабадского университета, музыкальный техникум имени Асафа Зейналлы и филологический факультет Бакинского государственного университета. В Музыкальном колледже имени Асафа Зейналлы он обучался мугаму у Сеида Шушинского. Он считался продолжителем традиций таких знаменитых певцов, как  Ислам Абдуллаев, Бахадур Мехралыоглы, Хан Шушинский  и  Сеид Шушинский.
Он работал учителем в одной из сельских школ. Когда Фикрет Амиров приехал в Агдам, чтобы найти певца для исполнения роли в "Лейли и Меджнун", он пригласил Шахмалы Курдоглу в Баку. После этого он начал давать концерты  в филармонии.
В 1978 году Шахмалы Курдоглу был арестован и провел семь лет в Шушинской тюрьме. Он был одним из создателей ансамбля "Шур".
Шахмалы Курдоглу погиб в 1992 году в Агдаме, когда он вместе с 8-летним сыном Шахимели ел гранаты во дворе. В это время в их двор упал снаряд от "Града", который взорвался, и он погиб.